# Anthidóna
Anthidóna (Anthidona) är en ort i Grekland.   Den ligger i prefekturen Nomós Evvoías och regionen Grekiska fastlandet, i den östra delen av landet, 60 km norr om huvudstaden Aten. Anthidóna ligger 1 meter över havet och antalet invånare är 129.
Terrängen runt Anthidóna är huvudsakligen kuperad, men österut är den platt. Havet är nära Anthidóna åt nordost. Runt Anthidóna är det ganska tätbefolkat, med 54 invånare per kvadratkilometer. Närmaste större samhälle är Chalkída, 12,5 km öster om Anthidóna. 